# Zbiornik retencyjny „Siennica”
Zbiornik retencyjny „Siennica” – zbiornik retencyjny w Polsce położony w województwie lubelskim, w powiecie krasnostawskim, we wsi Siennica Różana. Zbiornik powstał w 2001 r. Zajmuje 13,7 ha (lub 14,7 ha), a jego pojemność wynosi 240 000 m³.
Obok zbiornika przepływa niewielka rzeka Siennica, prawy dopływ Wieprza. W latach 2007–2013 obiekt przeszedł remont w ramach projektu „Kompleksowe uregulowanie retencji w Gminie Siennica Różana w zakresie rzeki Siennica”. Usunięto zbędną zieleń, odtworzono punkty wysokościowe, wzmocniono groble i przeprowadzono pracę w obrębie czasy zbiornika.

## Fauna zbiornika
Występuje w nim wiele gatunków ryb i można na nim wędkować.

## Turystyka i rekreacja
Przy południowym brzegu zbiornika znajduje się zabytkowy neogotycki kościół parafialny pod wezwaniem Wniebowzięcia Najświętszej Marii Panny. Został wybudowany w latach 1840 - 1844, ufundował go ówczesny właściciel Siennicy Różanej Jan Poletyło. Przy kościele widoczna jest zabytkowa dzwonnica z 1882 r.
Przy północnym brzegu zbiornika zlokalizowany jest punkt obsługi rowerzystów Wschodniego Szlaku Rowerowego Green Velo.